# Bornemisza Boldizsár (ártánházi)
Bornemisza Boldizsár ˙(ártánházi) ( 1400-as évek közepe-?) - birtokos

## Élete
A 15. században már virágzó Bornemisza család egy tagja, aki Szabolcs vármegye Ártánháza nevű pusztájáról vette előnevét. 
Az ártánházi Bornemisza családnak Csaholy, (Magyarcsaholy, Közép- és Felsőcsaholy),környékén voltak birtokaik.
Bornemisza Boldizsár veje a Kusalyi Jakcs családból való Mihály volt, akivel 1445-ben a kihalt Atyay család után a Szatmár vármegyei Atya nevü helységet örökölték. 
Boldizsárról még hallani 1481-ben is, amikor részére többed magával azon megyei Kis-Szekeres és Zsarolyán helység határai kerültek kiigazításra. Neje Széchy Katalin volt, kitől született leánya Anna volt említve, aki Jakcsi Mihály felesége lett.